# Preussen (Schiff, 1886)
| Reichspostdampfer Preussen | Reichspostdampfer Preussen                   | Reichspostdampfer Preussen                   |
| Die Preussen in Antwerpen  | Die Preussen in Antwerpen                    | Die Preussen in Antwerpen                    |
| -------------------------- | -------------------------------------------- | -------------------------------------------- |
| Stapellauf (Schiffstaufe): | 10. Juli 1886                                | 10. Juli 1886                                |
| Indienststellung:          | Oktober 1886                                 | Oktober 1886                                 |
| Bauwerft:                  | AG Vulcan Stettin                            | AG Vulcan Stettin                            |
| Passagiere:                | 100 I. Klasse 28 II. Klasse 202 Zwischendeck | 100 I. Klasse 28 II. Klasse 202 Zwischendeck |
| Besatzung:                 | 122 Mann                                     | 122 Mann                                     |
| Baukosten:                 | 3,732 Millionen Mark                         | 3,732 Millionen Mark                         |
| Technische Daten           |                                              |                                              |
| Vermessung:                | 4577 BRT 5295 BRT                            | 4577 BRT 5295 BRT                            |
| Tragfähigkeit:             | 3530 tdw                                     | 3530 tdw                                     |
| Länge (registriert):       | 118,92 m 139,39 m                            | 118,92 m 139,39 m                            |
| Breite:                    | 13,9 m                                       | 13,9 m                                       |
| Tiefgang:                  | 9,4 m                                        | 9,4 m                                        |
| Maschinenanlage:           | Dreifach-Expansions-Dampfmaschine            | Dreifach-Expansions-Dampfmaschine            |
| Anzahl der Schrauben:      | 1                                            | 1                                            |
| Leistung:                  | 3.800 PSi                                    | 3.800 PSi                                    |
| Höchstgeschwindigkeit:     | 14 kn                                        | 14 kn                                        |
| Verbleib                   |                                              |                                              |
| 1909 abgebrochen           |                                              |                                              |

Der Reichspostdampfer Preussen war das erste neu gebaute Schiff des Norddeutschen Lloyd (NDL) für den Dienst nach Ostasien und Australien. Nach Abschluss des Vertrages mit dem Deutschen Reich gab der NDL bei AG Vulcan, Stettin, je drei Dampfer für die Haupt- und für die Zweiglinien in Auftrag.
Eines der Ziele des Reichspostdampfergesetzes, ein Großauftrag an die deutsche Werftindustrie, war damit schon erreicht. Bis dahin hatte der NDL lediglich sechs kleine Dampfer für die England-Fahrt bei deutschen Werften geordert. AG Vulcan, Stettin, wurde ein Hauptauftragnehmer des NDL und lieferte bis 1914 24 Ozeandampfer an den NDL, u. a. alle vier Vier-Schornstein-Schnelldampfer und das größte Lloyd-Vorkriegsschiff George Washington.

## Einsatz
Die Preussen lief am 3. November 1886 zu ihrer Jungfernreise nach Australien aus, nachdem zuvor ab dem 7. Juli 1886 die alten Atlantikdampfer Salier und Hohenzollern zum Einsatz gekommen waren. Die Reise stand unter keinem guten Stern. Zwischen Sues und Australien erkrankten mehrere Passagiere an Pocken. Dies veranlasste die australischen Behörden, über das Schiff eine strenge Quarantäne zu verhängen, so dass erst nach 2 Monaten die ersten Passagiere an Land gehen konnten. Diese Verzögerung verursachte einen erheblichen finanziellen Verlust.
Am 1. Juni 1887 begann die erste Ostasienfahrt der Preussen, nachdem ihre Schwesterschiffe Bayern (ab 9. Februar) und Sachsen (ab 6. April) auf dieser Strecke ihre Jungfernfahrten durchgeführt hatten. Der Einsatz der neuen Postdampfer führte zum Abzug der alten Dampfer Neckar, Nürnberg und Braunschweig der Strassburg-Klasse. Es zeigte sich, dass die Reichspostdampfer zu sehr auf den Transport von Passagieren ausgelegt waren. Obwohl sie sich den Schiffen der Konkurrenz überlegen zeigten, zogen die wenigen Reisenden doch Schiffe ihrer Heimatländer meist vor. Allerdings mangelte es häufig an Frachtraum.
Schon im Mai 1889 setzte der NDL mit der Dresden im Einvernehmen mit der Regierung ein Schiff seiner Städte-Klasse auf der Postlinie ein. Diese acht 1889–91 bei Fairfield in Glasgow gebauten Dampfer genügten wegen des Baues im Ausland nicht den Vertragsbestimmungen. Mit ihrer kleinen Passagiereinrichtung und ihrer Tragfähigkeit (4800–5300 BRT, 58–87 Passagiere, 3200–3900 tdw, 13 kn) erwiesen sie sich als sehr geeignet für den Dienst und trugen (z. T. bis 1906) zur Wirtschaftlichkeit der Reichspostlinien bei.
Dem sollte auch eine Verlängerung der Reichspostdampfer in den Jahren 1893/94 bei Blohm & Voss dienen. Die Preussen wurde als drittes Schiff umgebaut, erhielt neue Kessel, wurde noch 5 m länger als ihre Schwesterschiffe und behielt als einzige ihren zweiten Schornstein. Mit der neu in Dienst gekommenen Prinz Heinrich blieb sie auf der Linie nach Ostasien. 1902 kollidierte die Preussen beim Auslaufen in Hamburg mit dem dänischen Dampfer Orrik, der daraufhin sank.

### Die SchwesterschiffeBayernundSachsen

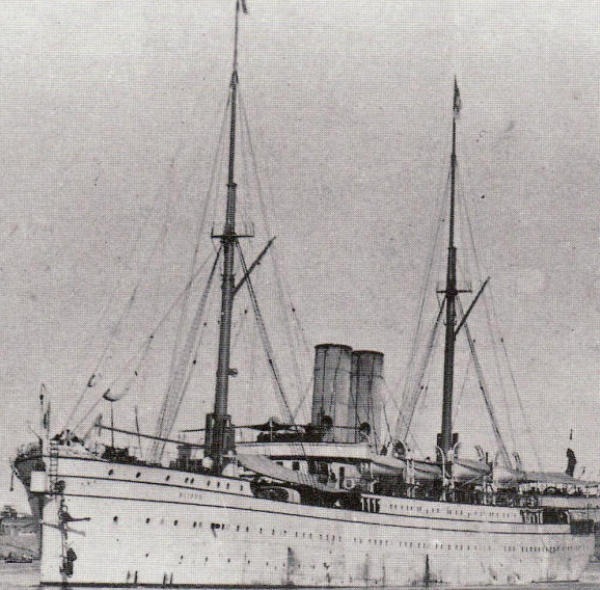
Schwesterschiff Bayern

Die Bayern hatte am 9. Februar 1887 ihre Jungfernfahrt nach Ostasien begonnen. 1893 war sie bei Blohm & Voss um 15 m verlängert worden und verlor einen Schornstein. Im September 1895 führte sie ihre erste Reise nach Australien durch.
Die Sachsen lief am 6. April 1887 zu ihrer Jungfernfahrt nach Ostasien aus. 1893/94 wurde sie ebenfalls bei Blohm & Voss 15 m verlängert. Ein Schornstein wurde abgebaut, das Schiff mit 5027 BRT neu vermessen. Im Februar 1895 führte sie ihre erste Reise nach Australien durch. König Chulalongkorn von Siam charterte für seine zweite Europareise 1907 das Schiff für 650000~ℳ.

### Letzte Verwendung und Ende
1908 wurden die Preussen und ihre Schwesterschiffe Bayern und Sachsen vom Reichspostdampferdienst abgezogen und kamen auf einer neuen Linie von Marseille in das Schwarze Meer (Odessa, Batumi) zum Einsatz. Die Preussen führte auch einige Reisen von Marseille nach Alexandria durch.
1909 wurden die drei Schiffe nach Italien zum Abbruch verkauft.